# Xã Finley, Quận Decatur, Kansas
Xã Finley (tiếng Anh: Finley Township) là một xã thuộc quận Decatur, tiểu bang Kansas, Hoa Kỳ. Năm 2010, dân số của xã này là 49 người.